# Transpositie (wiskunde)
Een transpositie (of paarverwisseling) is een functie, die twee elementen van een verzameling van plaats verwisselt. Gegeven een eindige verzameling, {\displaystyle X=\{a_{1},a_{2},\ldots ,a_{n}\}}, is een transpositie meer formeel een permutatie (dat wil zeggen een bijectieve functie van {\displaystyle X} op zichzelf) {\displaystyle f,} zodanig dat er indices {\displaystyle i,j} bestaan, zodanig dat {\displaystyle f(a_{i})=a_{j}}, {\displaystyle f(a_{j})=a_{i}} en {\displaystyle f(a_{k})=a_{k}}
voor alle andere indices {\displaystyle k.} Dit wordt (in cykelnotatie) vaak aangeduid met {\displaystyle (a_{i}a_{j}).}
Zij bijvoorbeeld {\displaystyle X=\{a,b,c,d,e\}}, dan is de functie {\displaystyle \sigma }, gegeven door
{\displaystyle {\begin{matrix}\sigma (a)&=&a\\\sigma (b)&=&e\\\sigma (c)&=&c\\\sigma (d)&=&d\\\sigma (e)&=&b\end{matrix}}}
een transpositie, die de elementen {\displaystyle b} en {\displaystyle e} verwisselt.